# Dionysia termeana
Dionysia termeana är en viveväxtart som beskrevs av Per Wendelbo. Dionysia termeana ingår i dionysosvivesläktet som ingår i familjen viveväxter. Inga underarter finns listade i Catalogue of Life.

## Bilder

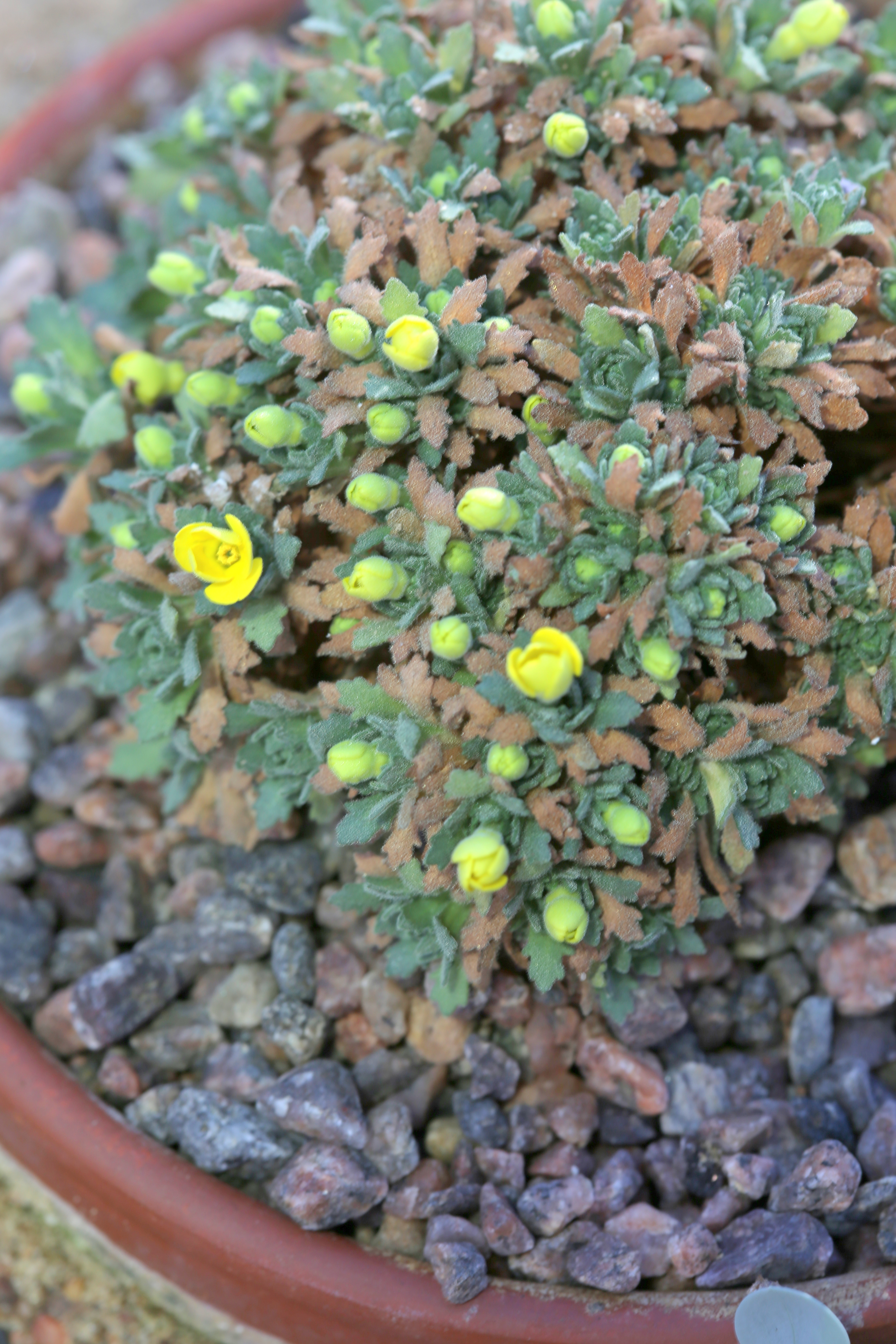